# Península Superior

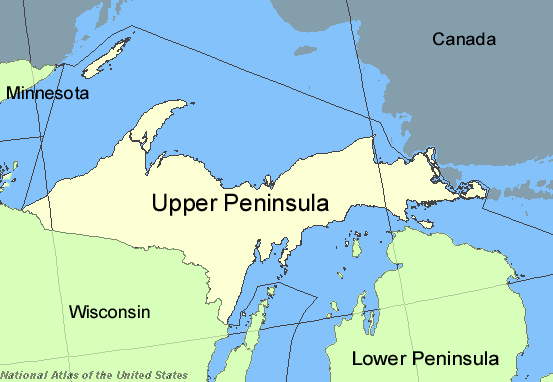
A Península Superior do Michigan (Upper Peninsula em inglês), em cor amarela no mapa.

A Península Superior (em inglês:  Upper Peninsula), ou Michigan Superior, é uma das duas grandes penínsulas que compõem o Estado do Michigan, nos Estados Unidos da América (a outra é a Península Inferior). É habitualmente denominada pela abreviatura em inglês, U.P.. É limitada a norte pelo Lago Superior, a leste pelo Rio Saint Mary's, a sul pelos lagos Michigan e Huron, e a oeste pelo Estado de Wisconsin. 
A Península Superior ocupa quase um terço da área total do Michigan, mas, com apenas 320 000 habitantes, tem apenas 3% da população total do Estado. Os seus habitantes são conhecidos como Yoopers, uma corruptela de  U.P.-ers, e reivindicam uma forte identidade regional. Na zona ficam os únicos condados dos Estados Unidos que têm população contínua de origem finlandesa. As maiores localidades são Marquette, Escanaba, Sault Ste. Marie, et Iron Mountain.
O solo e o clima não são muito propícios para a agricultura, e a economia teve de vez em quando alguma prosperidade graças à indústria madeireira e à exploração mineira. A maioria das minas foi fechada depois da "idade de ouro" entre 1890 e 1920, e a paisagem é muito florestada. Se a extracção mineira era a principal fonte de receitas em tempos idos, hoje é o turismo que se tornou o sector de actividade mais importante.

## Geografia, clima e fauna
A Península Superior, que ocupa quase um terço do Estado do Michigan, tem uma área de 42 610 km², que corresponde aproximadamente à dimensão da Dinamarca. A distância máxima este-oeste na península é de cerca de 515 km, e no sentido norte-sul é de cerca de 200 km. 
A península divide-se em dois sectores, as zonas planas e pantanosas do leste - parte da Planície dos Grandes Lagos, e a metade ocidental, mais íngreme e montanhosa, chamada de montanha superior - uma parte do Escudo Canadiano. 
Esta zona, resultado de erupções vulcânicas, remonta há mais de 3,5 milhões de anos. Dispõe de numerosos recursos minerais. A região inclui o monte Arvon, o ponto mais alto do Michigan, as Montanhas do Porco-Espinho e as Montanhas Huron. As zonas mais elevadas são restos de antigas cordilheiras, desgastadas por milhões de anos de erosão. A Península de Keweenaw, a parte mais a norte da península, avança pelo Lago Superior, e tem as primeiras explorações de cobre nos Estados Unidos, como indica o nome de Copper Country (Terra do Cobre).
A Península Superior tem dois fusos horários
A península tem um clima temperado extremo, com influência considerável dos Grandes Lagos. Os Invernos tendem a ser longos, frios e nevosos na maior parte da península. Por causa da latitude nórdica, as horas do dia são diminutas no Inverno, com somente cerca de oito horas entre o nascer e o pôr-do-sol no Inverno. O Lago Superior tem um enorme impacto no clima do sector, particularmente nas partes setentrionais e ocidentais. Muitas zonas têm mais de 250 cm de neve por ano, em particular na península de Keweenaw e nos Condados de Baraga, Marquette e Alger. Registos de 760 cm de neve ou mesmo mais foram feitos em muitas localidades da região.
A península tem uma enorme variedade de fauna, incluindo espécies como o urso-negro, o alce, o uapiti, o veado-da-virgínia (cariacu), o lobo, o coiote, o porco-espinho, o castor, e numerosas aves.

## Cultura

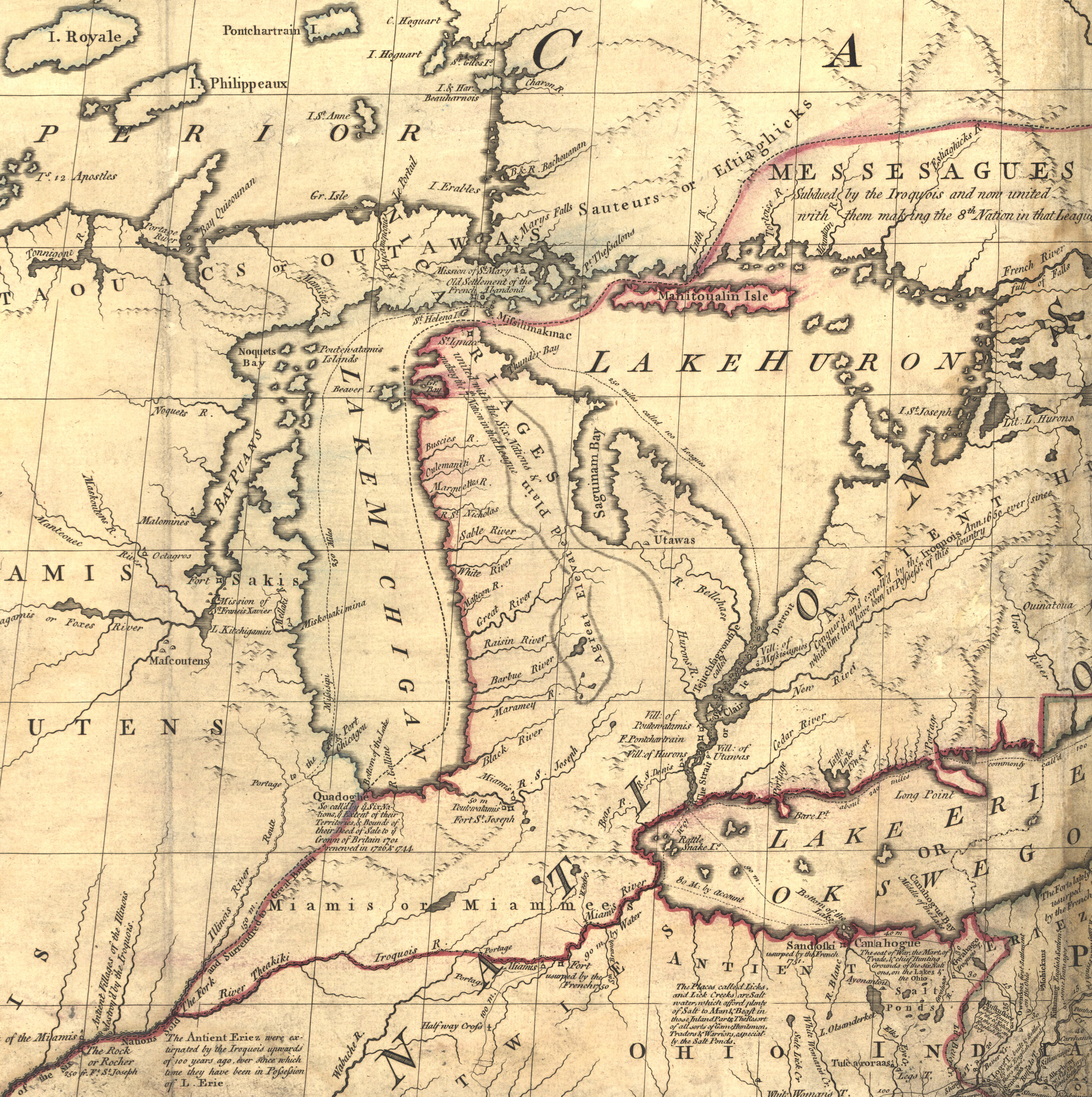
A Península Superior no Mapa de Mitchell, do século XVIII.

Os primeiros colonos vieram em vagas de imigrantes provenientes dos países nórdicos. As pessoas de origem finlandesa compõem 16% da população. Algumas comunidades falam ainda a língua sueca e a língua finlandesa. A zona tem a mais importante concentração de finlandeses fora da Europa. Alguns aspectos da cultura finlandesa, como o sauna e o conceito de sisu, foram adoptados pelos residentes da península Superior. A emissão de TV Finland Calling, difundida pela estação WLUC-TV de Marquette, é a única emissão de TV finlandesa nos EUA, desde 1962. A única universidade dos EUA com raízes finlandesas, a Finlandia University, situada na cidade de Hancock.
Há ainda na península outras comunidades de origem franco-canadiana, córnica, italiana, alemã e ameríndia.

## Condados da Península Superior
| - Alger - Baraga - Chippewa - Delta - Dickinson | - Gogebic - Houghton - Iron - Keweenaw - Luce | - Mackinac - Marquette - Menominee - Ontonagon - Schoolcraft |